# Teresin (Grande-Pologne)
Pour les articles homonymes, voir Teresin.
Teresin (prononciation : [tɛˈrɛɕin], en allemand : Theresia) est un  village polonais de la gmina de Trzcianka dans le powiat de Czarnków-Trzcianka de la voïvodie de Grande-Pologne dans le centre-ouest de la Pologne.
Il se situe à environ 5 kilomètres au sud-est de Trzcianka (siège de la gmina), à 14 kilomètres au nord de Czarnków (siège du powiat), et à 74 kilomètres au nord de Poznań (chef-lieu de la voïvodie de Grande-Pologne).

## Histoire
De 1975 à 1998, le village faisait partie du territoire de la voïvodie de Piła.

Depuis 1999, Teresin est situé dans la voïvodie de Grande-Pologne.